# Aguishi
Aguishi (en georgiano: აგიში) o Agsh (en abjasio: Аӷш) es una aldea que pertenece a la parcialmente reconocida República de Abjasia, parte del distrito de Gulripshi, aunque de iure pertenece al municipio de Gulripshi de la República Autónoma de Abjasia de Georgia.

## Toponimia
El nombre Aguishi signficia en esvano herencia, base familiar.

## Geografía
Aguishi se encuentra en las estribaciones de los montes de Abjasia, entre los ríos Gran Machara y Pequeño Machara. La aldea se administra desde el pueblo de Tsebelda. 

## Demografía
Antes de la guerra de Abjasia, la mayoría de la población local eran georgianos y armenios.